# Duke Ellington
Edward Kennedy "Duke" Ellington (født 29. april 1899, død 24. maj 1974) var en amerikansk jazzmusiker: komponist, orkesterleder og pianist. Ellington er en af de mest betydningsfulde personligheder i jazzens historie[kilde mangler], og hans bigband var i årtier hjemsted for mange af jazzens andre store, der i kortere eller længere tid spillede hos ham.
Han voksede op i en sort middelklassefamilie, fik en god uddannelse, herunder musikundervisning, og i 1917 dannede han sit første orkester.
I 1923 blev han aktiv på jazzscenen i New York, hvor han året efter overtog orkestret The Washingtonians. Det egentlige gennembrud kom, da hans orkester, der udelukkende bestod af sorte musikere, i 1927 fik en tre-års kontrakt med den prominente Harlem-natklub, Cotton Club, der var forbeholdt et hvidt publikum. Orkestret bestod bl.a. af barytonsaxofonisten Harry Carney, altsaxofonisten Johnny Hodges, basunisten Joe "Tricky Sam" Nanton og trompetisten Cootie Williams.
I 1938 indledte Duke Ellington et tæt samarbejde med komponisten og arrangøren Billy Strayhorn, som i 1941 skrev orkestrets signaturmelodi "Take The A-Train". Frem til sin død i 1974 samarbejdede han med orkestret, og havde del i flere af deres kendteste melodier.
The Duke Ellington Orchestra er blevet videreført af sønnen Mercer Ellington og senest af hans barnebarn Paul Ellington, der er født og opvokset i Danmark.

## Duke Ellington i Danmark
Duke Ellington har besøgt Danmark en del gange:
- 1939 med to koncerter i KB Hallen
- 1950 med fire koncerter i KB Hallen og to i Aarhus-hallen
- 1958 med to koncerter i KB Hallen
- 1959 med en koncert i KB Hallen og en i Aarhus-hallen
- 1963 med en koncert i Falkoner Teater og i Tivoli på Plænen og i Dansetten
- 1964 med to koncerter i Tivolis Koncertsal
- 1965 med en koncert i Falkoner Teatret
- 1966 med Ella Fitzgerald med en koncert i Falkoner Teatret
- 1967 med Ella Fitzgerald med to koncerter i Falkoner Teatret
- 1969 med en koncert i Tivolis Koncertsal
- 1970 med en koncert Tivoli Friheden Aarhus (11. juli 1970)
- 1971 med to koncerter i Århus i Vejlby-Risskov Hallen og Jazzhus Tagskægget og to koncerter i Tivolis Koncertsal
- 1973 med to koncerter  i Tivolis Koncertsal

## Diskografi

### Albums
- 1956: Live At Newport
- 1958: Black, Brown and Beige
- 1960: The Nutcracker Suite
- 1962: Money Jungle
- 1967: The Far East Suite
- 1967: ... and His Mother Called Him Bill
- 2001: Masterpieces 1926-1949